# Numfor
Numfor, també escrit Numfoor, Noemfoor i Noemfoer és una de les illes Biak, la província de Papua, al nord-est d'Indonèsia.
Va ser el lloc d'enfrontament entre les forces japoneses i aliades durant la Segona Guerra Mundial, acollint una important base aèria per a ambdós bàndols.

## Geografia
L'illa es troba al costat nord de la gran badia de Cenderawasih de l'illa de Nova Guinea. De forma ovalada, té una superfície de 335 km2. Està envoltada principalment d'esculls de corall, amb l'excepció d'alguns punts de la costa sud-est. En aquesta costa també hi ha penya-segats. La major part de l'interior està compost de bosc.
El 2010 tenia 9.336 persones.

## Història
El primer albirament de l'illa per part d'europeus va ser pel navegant espanyol Álvaro de Saavedra el 24 de juny de 1528 quan intentava tornar de Tidore a Nova Espanya. Un altre albirament va ser reportat el 1545 pel navegant espanyol Yñigo Ortiz de Retez a bord del galió San Juan, quan també intentava tornar a Nova Espanya. El sultanat de Tidore tenia vincles tributaris amb la regió.
Durant la Segona Guerra Mundial l'illa va ser ocupada per les forces militars japoneses el desembre de 1943. La població indígena en aquell moment era d'unes 5.000 persones, la majoria de les quals vivien un estil de vida de subsistència als pobles costaners. Els japonesos van construir tres aeròdroms a l'illa, convertint-la en una base aèria important. L'abril de 1944 s'inicià el bombardeig de l'illa per avions dels Estats Units i d'Austràlia i el 2 de juliol iniciaren el desembarcament. La conquesta de l'illa finalitzà el 31 d'agost de 1944. Posteriorment les bases aèries foren emprades pels aliats en una sèrie de cinc atacs aeris contra les refineries de petroli de Balikpapan.